# Порозово (Білорусь)
Порозо́во (біл. Поразава) — селище міського типу в Гродненській області Білорусі, у Свіслоцькому районі.
Населення селища становить 1,2 тис. осіб (2006).
| Білорусь | Це незавершена стаття з географії Білорусі. Ви можете допомогти проєкту, виправивши або дописавши її. |